# Klemtu
|                       | Jan   | Feb   | Mär   | Apr   | Mai   | Jun   | Jul   | Aug   | Sep   | Okt   | Nov   | Dez   |   |         |
| Mittl. Tagesmax. (°C) | 6     | 6,6   | 8,3   | 10,9  | 14,1  | 16,6  | 18,7  | 19,0  | 16,2  | 11,7  | 7,6   | 5,8   | ⌀ | 11,8    |
| Mittl. Tagesmin. (°C) | 1,2   | 1,2   | 2,2   | 3,9   | 6,6   | 9,0   | 10,8  | 11,1  | 9,4   | 6,4   | 2,9   | 1     | ⌀ | 5,5     |
|                       |       |       |       |       |       |       |       |       |       |       |       |       |   |         |
| Niederschlag (mm)     | 601,9 | 428,5 | 428,4 | 389,1 | 257,7 | 226,2 | 179,8 | 231,4 | 366,0 | 631,8 | 677,8 | 628,1 | Σ | 5.046,7 |

| 1,2 |

| 1,2 |

| 2,2 |

| 3,9 |

| 6,6 |

| 9,0 |

| 10,8 |

| 11,1 |

| 9,4 |

| 6,4 |

| 2,9 |

| 1 |

| 1,2 |

| 1,2 |

| 2,2 |

| 3,9 |

| 6,6 |

| 9,0 |

| 10,8 |

| 11,1 |

| 9,4 |

| 6,4 |

| 2,9 |

| 1 |

Klemtu ist eine Siedlung auf Swindle Island vor der Nordküste von British Columbia, Kanada, im Verwaltungsbezirk Kitimat-Stikine. Die Siedlung liegt an der Ostküste der Insel, durch die Klemtu Passage und das vorgelagerte Cone Island vom Finlayson Channel und dem östlich gelegenen Roderick Island getrennt. Klemtu ist die einzige größere Ansiedlung auf der Insel.
Traditionell ist Swindle Island, im Great Bear Rainforest gelegen, Siedlungs- und Jagdgebiet der First Nations, inzwischen hauptsächlich der Kitasoo/Xaixais First Nation. In einem ihrer Reservate, dem Kitasoo Indian Reserve No. 1, liegt auch die Siedlung Klemtu. Bedingt dadurch untersteht die Siedlung nicht dem Verwaltungsbezirk Kitimat-Stikine, sondern eigener Verwaltung.

## Geschichte
Die Siedlung wurde im späten 18. Jahrhundert durch Angehörige der Tsimshian (hier der Gitasts'uu) und der Heiltsuk (hier der X̌íx̌ís) gegründet. Es entstand eine Siedlung, von der aus Holzfäller die auf der Inside Passage verkehrenden Dampfschiffe mit Brennstoff versorgten.
Im Jahr 1900 wurde dann die „Princess Royal Cannery“, eine Konservenfabrik eröffnet, welche jedoch nur bis 1903 bestand. 1927 wurde dann an selber Stelle die „Klemtu Cannery“ errichtet. Diese Fabrik bestand bis 1969, als sie im Zusammenhang mit einem Skandal um verdorbene Fischkonserven geschlossen werden musste. In den beiden Fabriken unter anderem wurde Pazifischer Heilbutt, Pazifischer Lachs, Pazifischer Hering, Muscheln sowie Abalonen verarbeitet.

## Namensherkunft
Der Name Klemtu stammt vom Wort „Klemdoo-oolk“, aus der Sprache der Tsimshian, ab und bedeutet so viel wie unpassierbar. Der Name bezieht sich dabei auf die Passage, an der die Siedlung liegt und welche durch die dichten Kelpwälder stellenweise nicht passierbar ist. Der Name Klemtu ist in den Karten seit 1917 verzeichnet. Vorher wurde die Siedlung auch China Hat genannt. Dieser Name bezog sich auf die Form der vorgelagerten Insel Cone Island.

## Demographie
Der letzte Zensus im Jahr 2021 ergab für das Reservat eine Bevölkerung von 217 Einwohnern, nachdem der Zensus im Jahr 2016 noch eine Bevölkerung von 292 Einwohnern ergeben hatte. Die Bevölkerung hat damit im Vergleich zum letzten Zensus im Jahr 2016 entgegen dem Trend in der Provinz um 25,7 % abgenommen, während der Provinzdurchschnitt bei einer Bevölkerungszunahme von 7,6 % lag. Bereits im letzten Zensuszeitraum von 2011 bis 2016 hatte die Bevölkerung entgegen dem Trend um 9,3 % abgenommen, bei einer durchschnittlichen Bevölkerungszunahme von 5,6 % in der Provinz.

## Verkehr
Klemtu ist über eine, von BC Ferries betriebene, Fährverbindung auf der Inside Passage mit der restlichen Provinz verbunden. Über die Fährverbindung kann unter anderem das nördlich auf dem Festland gelegene Prince Rupert sowie das südlich auf Vancouver Island gelegene Port Hardy erreicht werden. Der Fährhafen liegt dabei nördlich der eigentlichen Siedlung.